# عزت أباد (شوط)
عزت‌ أباد هي قرية في مقاطعة شوط‌، إيران. يقدر عدد سكانها بـ 91 نسمة بحسب إحصاء 2016.